# Orest Miller
Orest Fjodorovitj Miller (ryska: Орест Фёдорович Миллер), född 4 augusti 1833 i Hapsal, död 1 juni 1889, var en rysk (balttysk) litteraturhistoriker.
Miller övergick vid 15 års ålder till Rysk-ortodoxa kyrkan och utbytte dopnamnet Oskar mot Orest, blev docent efter en mycket uppseendeväckande avhandling om Det sedliga elementet i poesin på grundval av historiska fakta (1858) och Ilja Muromets och den kievska folkepiken (1870), varigenom den så kallade mytologiska riktningen drevs till sin ytterlighet. Han tvangs att ta avsked från sin lärarbefattning vid Sankt Petersburgs universitet efter en polemisk föreläsning om den kort förut avlidne Michail Katkov (1887). 
Millers Opyt istoritjeskago obozrjenija russkoj slovesnosti (Försök till en historisk översikt av den ryska litteraturen, 1865) är trots vetenskapliga brister betydelsefullt som ett uppslag till grundligare studium av den ryska folkpoesin. Sina slavofila, men mot Katkovs "russofila" tendenser skarpt avvikande åsikter sammanfattade han i den socialpolitiska essäsamlingen Slavjanstro i Evropa (1877). Dessutom skrev han en översikt av den nyare ryska vitterheten (bland andra Ivan Turgenjev, Lev Tolstoj och Fjodor Dostojevskij) under titeln Ruskie pisateli poslje Gogolja (Ryska författare efter Gogol; 1874, fjärde upplagan 1890).